# Aleksander Jan Podbereski
Aleksander Jan Podbereski herbu Gozdawa – marszałek upicki w latach 1694–1715.
Był elektorem Augusta II Mocnego w 1697 roku z województwa trockiego. Poseł upicki na sejm koronacyjny 1697 roku. Poseł na sejm 1701 roku i sejm z limity 1701-1702 roku z powiatu upickiego. Poseł na sejm 1703 roku z powiatu upickiego.